# Mur d'argent

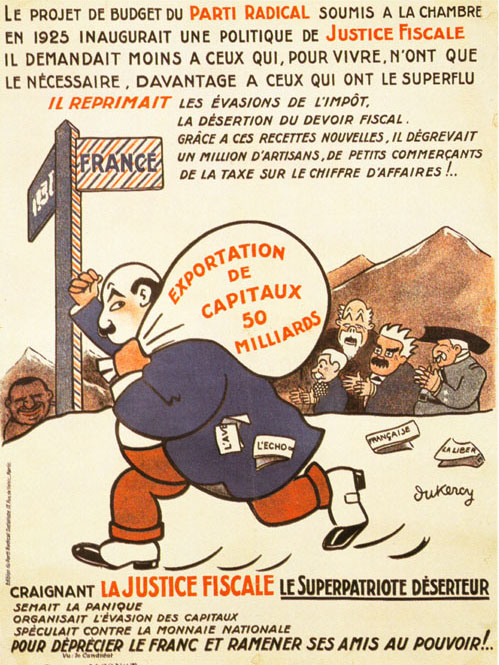
Le superpatriote déserteur.
Affiche de Pierre Dukercy pour la campagne électorale du parti radical-socialiste aux élections législatives de 1928, dénonçant l'évasion fiscale sous le cartel des gauches en 1925.

Le mur d'argent (ou mur de l'argent) est une expression symbolique employée en France lors de la crise monétaire qui suit la Première Guerre mondiale durant le Cartel des gauches, sous la présidence du Conseil d'Édouard Herriot, en 1925. Elle désigne l'opposition des milieux bancaires, financiers ou industriels aux mesures d'Herriot et par extension à tout gouvernement de gauche.

## Origine et contexte
Après la Première Guerre mondiale, la France est endettée  et l'inflation appauvrit les épargnants. Le bloc national, toujours réuni autour du principe de l'union sacrée, est au gouvernement. Il doit cependant faire face à une agitation sur le plan social dès 1919.
La situation économique française est dégradée et le pays fait face à une crise monétaire, car la France en dettes comptait sur les réparations de guerre, accordées par le Traité de Versailles en 1919, pour retrouver son équilibre financier ; mais à partir de 1923, l'Allemagne est en défaut de paiement à la suite de l'hyperinflation et de l'effondrement du mark. Afin de faire pression sur le pays, le président du Conseil, Raymond Poincaré, décide d'envahir la Ruhr. En France, il augmente les impôts et refuse obstinément de dévaluer le franc, pensant, comme tout le corps social, pouvoir revenir à la valeur du franc-or d'avant guerre,,.

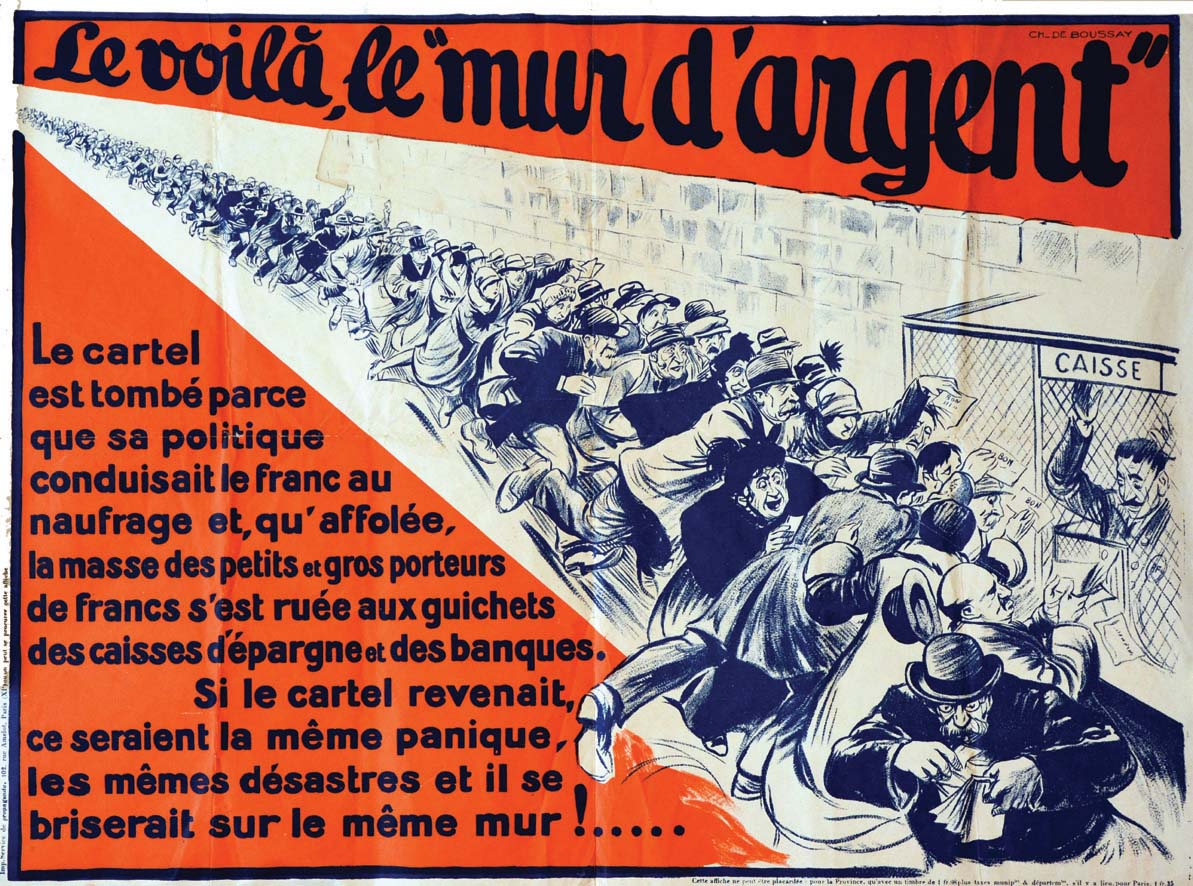
Le voilà, le « mur d'argent » !
Affiche de Charles de Boussay retournant le thème du mur d'argent contre le cartel des gauches.
Paris, Imprimerie service de propagande, 1926.

Face aux difficultés, le bloc se disloque progressivement et le cartel des gauches remporte les élections législatives de 1924, menant Édouard Herriot à la présidence du Conseil. En août 1924, il accepte le plan Dawes qui réévalue à la baisse les réparations de guerre dues par l'Allemagne et demande l'évacuation des troupes françaises de la Ruhr.
Inspiré par Jaurès, il suggère un impôt sur le capital, entrainant la fuite des capitaux, la dépréciation du franc et l'inflation. Son gouvernement hérite d'une gestion dont il n'est pas responsable, celle d'une multiplication des prêts et du dépassement des plafonds d'avances de la Banque de France. En avril 1925, il est obligé de démissionner à la suite de la publication — délibérée —, des faux bilans de la Banque de France, par le responsable lui-même, le gouverneur Georges Robineau. Herriot n'en avait été informé qu'en décembre 1924. Ne faisant rien, afin d'éviter la panique et espérant un rétablissement prochain, il est pris en otage par le chantage de la banque,,.
La presse, Herriot lui-même, ou des hommes politiques considèrent alors que le « mur d'argent » — expression dont les historiens ignorent l'origine précise — est responsable de l'aggravation des difficultés financières du pays,.
Fin juin 1926, le gouverneur Georges Robineau, le sous-gouverneur Paul Ernest-Picard et le secrétaire général Albert Aupetit sont démis de leur fonction. Pour Joseph Caillaux, il convient de nettoyer « les écuries d'Augias à la Banque de France »,.

## Postérité
Raymond Poincaré est rappelé et, finalement après des hésitations et débats entre stabilisateurs et revalorisateurs, en 1928, il accepte la dévaluation de la monnaie avec le franc Poincaré ou « franc à quatre sous », dévalué de 80 % par rapport au franc Germinal d'avant-guerre. La convertibilité-or du franc, ainsi que la confiance, sont rétablies.
D'autres dévaluations suivront toutefois en 1936, 1937 et 1938.
L'expression symbolisant l'hostilité des « grandes puissances d’argent » envers les gouvernements de gauche relève du combat politique et de la dénonciation du poids des milieux économiques dans le gouvernement de la France ; elle préfigure l'expression « deux cents familles » du Front populaire.
Pour Serge Berstein ce que montre « l'action politique du monde de l'argent durant les mois du Cartel, c'est son refus de voir un gouvernement conduire une action s'appuyant à la fois sur les mécanismes économiques libéraux et sur des conceptions de gauche dans l'ordre politique et social ». Inversement, la droite a déclaré l'incompétence de la gauche en matière économique et financière. L'expression est encore utilisée chaque fois qu'un homme de gauche est amené à gouverner. Elle le fut à propos de François Mitterrand ou de François Hollande.